# Pizza Hut
Pizza Hut es una cadena de restaurantes estadounidense, con sede en  Plano, Texas. Y una franquicia internacional fundada en 1958 en Wichita, Kansas por Dan y Frank Carney. La compañía es conocida por su menú de cocina italoestadounidense, que incluye pizza y pasta, así como guarniciones y postres. Pizza Hut tiene 18.703 restaurantes en todo el mundo al 31 de diciembre de 2019, lo que la convierte en la cadena de pizzas más grande del mundo en términos de ubicaciones. Es una subsidiaria de Yum! Brands, Inc., una de las compañías de restaurantes más grandes del mundo.
Se encuentra en la quinta posición a nivel de negocios, por detrás de McDonalds, KFC, Domino's Pizza y Subway (según datos de Forbes, de abril de 2013).
La empresa fue creada por los hermanos Dan y Frank Carney, quienes abrieron su primer restaurante el 15 de junio de 1958. La empresa cuenta con más de 14,100 lugares en 100 países.

## Historia

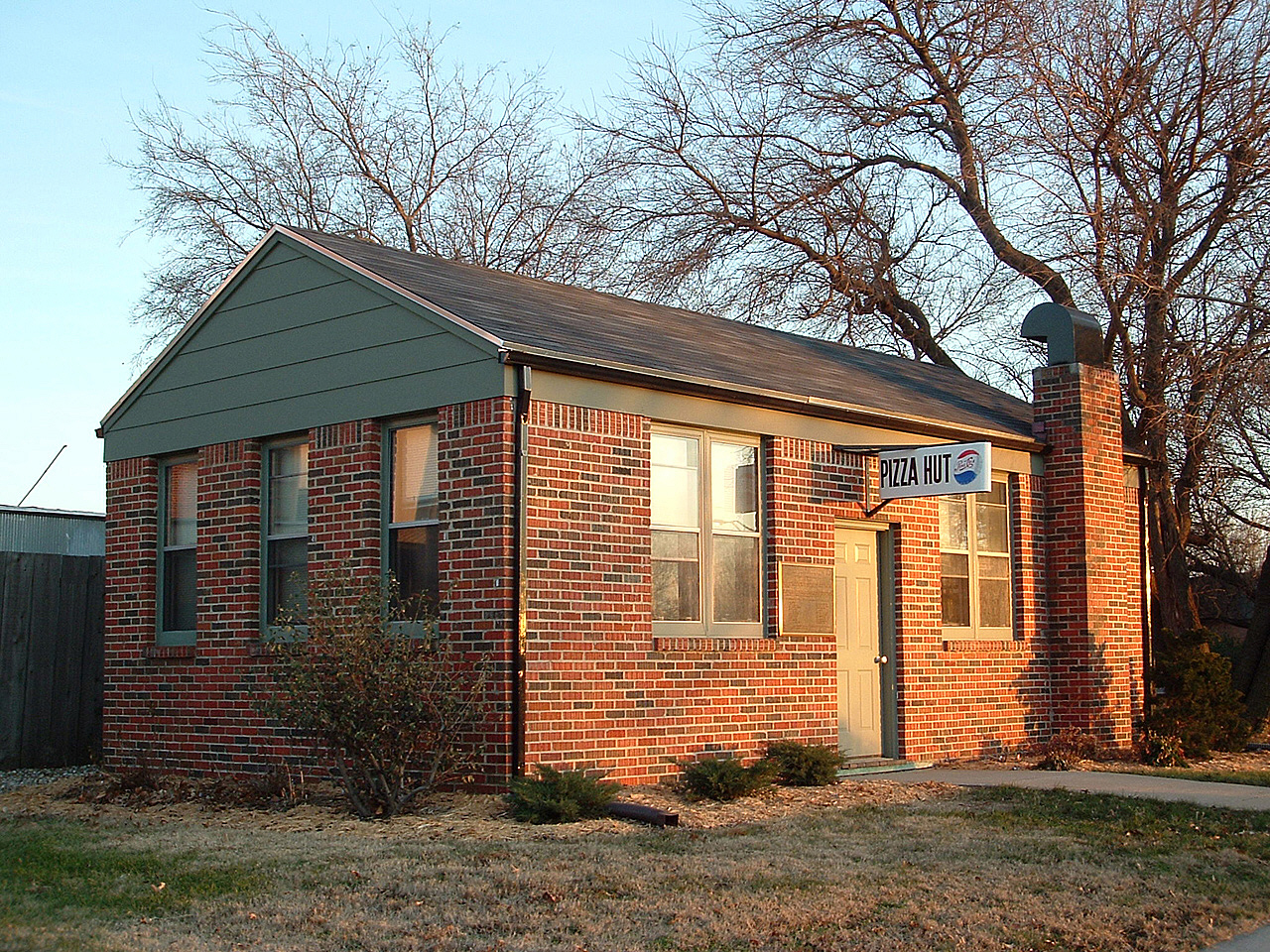
El edificio donde se abrió el primer Pizza Hut en 1958 está en Wichita.

La historia de Pizza Hut comenzó en 1958, cuando dos estudiantes de Wichita (Kansas), los hermanos Dan y Frank Carney, montaron su propio restaurante.
Se decidieron por una pizzería gracias al consejo de un amigo. Para ponerlo en marcha pidieron prestado a su madre 600 dólares, con los que comprarían el material, y se aliaron con un socio capitalista, John Bender.
El local se abrió el 15 de junio de ese mismo año con el nombre actual, inspirado en su primer establecimiento, que en español significa «La choza de las pizzas».
Gracias al éxito de su negocio, en diciembre de 1958 se abrió el primer franquiciado en Topeka. Convencidos de que su negocio podía expandirse en Estados Unidos, los hermanos Carney contactaron con un arquitecto de Wichita, Richard D. Burke, para que diseñara los nuevos locales con un techo de tejas rojas y forma de gorro, distinguibles de la competencia.
En 1965, año en que se inician las campañas publicitarias para televisión, se alcanzaron los 150 restaurantes. Y en 1969 se desarrolló a nivel internacional con aperturas en Canadá y Australia. Con tal crecimiento, la empresa tuvo muchos problemas para controlar a todos sus nuevos franquiciados y tardó ocho meses en unificar la contabilidad.
En 1970 se desarrolló un nuevo plan de negocio: Pizza Hut se convirtió en sociedad anónima y dos años después entró en la Bolsa de Nueva York. Con un mayor control sobre estándares de calidad y las finanzas, en 1976 se superó la cifra de 2000 restaurantes, de los cuales 100 estaban en el extranjero.

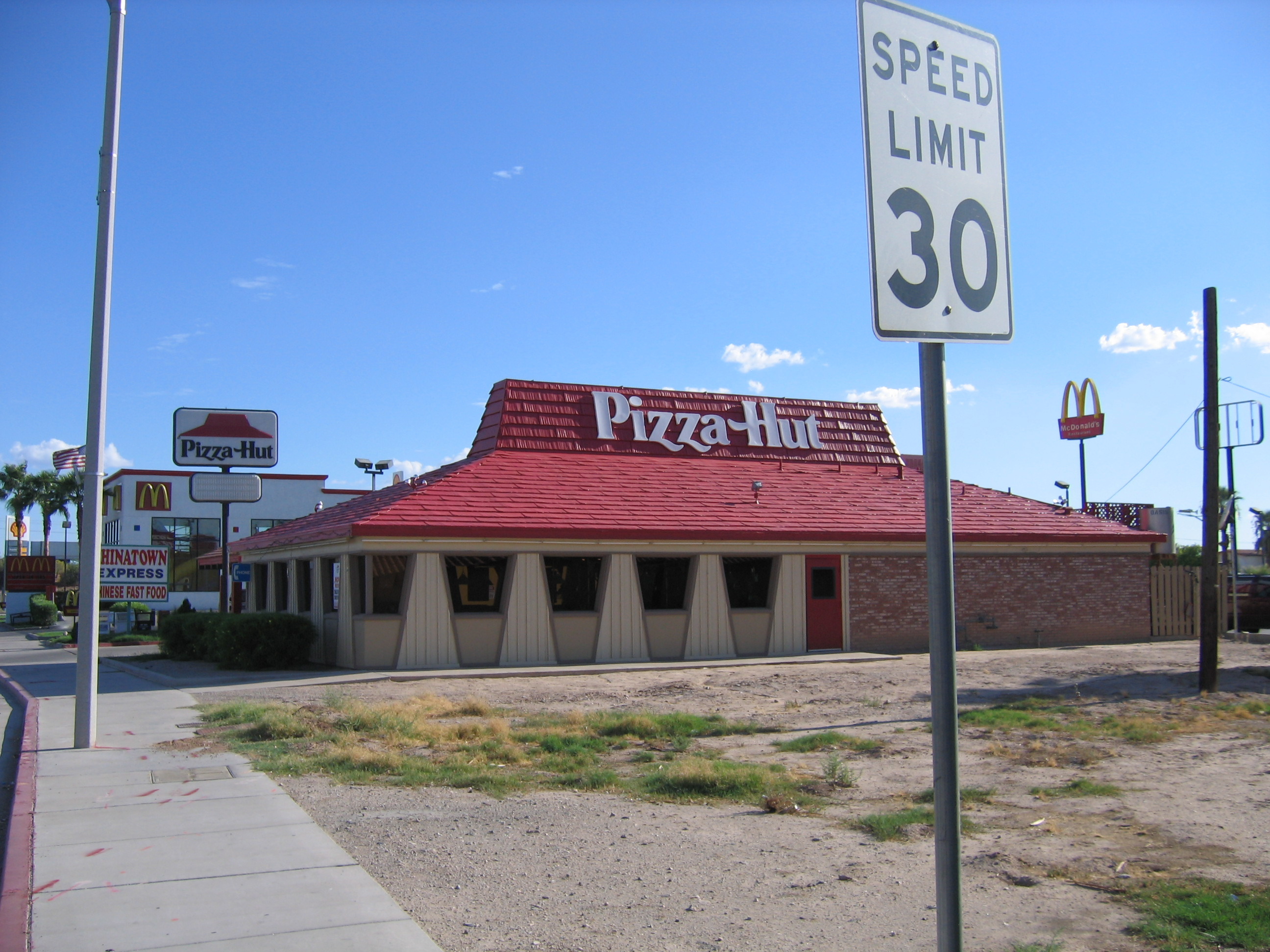
Pizza Hut en Blythe, California.

En 1977, los hermanos Carney vendieron su empresa por 1200 millones de dólares a la multinacional PepsiCo, encargada de impulsar la marca a nivel mundial.
El número de restaurantes se multiplicó durante la década de 1980, consolidando a Pizza Hut como líder mundial de su mercado. En 1986 se inauguró el local número 5000 y en 1990 se abrió el primero en Moscú, cuando aún formaba parte de la Unión Soviética. No obstante, su buena marcha se truncó en la década de 1990 por la creciente competencia.
Dado que los beneficios en la división de bebidas eran muy superiores a la de restaurantes, PepsiCo las separó y creó en 1997 una empresa subsidiaria, Tricon Restaurants (actual Yum! Brands), que agrupaba a todos sus restaurantes (Pizza Hut, KFC y Taco Bell).
Con el paso del tiempo, ha diversificado su negocio y creado nuevas marcas de restaurante: Pizza Hut Italian Bistro, especializado en pizzas y platos al estilo italiano, y Wingstreet, que vende alitas de pollo entre otras especialidades. También ha desarrollado sistemas de pedido a domicilio por internet en la mayoría de los países donde está presente.
La compañía anunció un cambio de marca que se inició el 19 de noviembre de 2014. El cambio de marca fue un esfuerzo para aumentar las ventas, que cayeron en los dos años anteriores. El menú se amplió para introducir varios elementos tales como sabores de corteza y once nuevas especialidades en empanadas. También se actualizan los uniformes de trabajo para los empleados.

## Productos

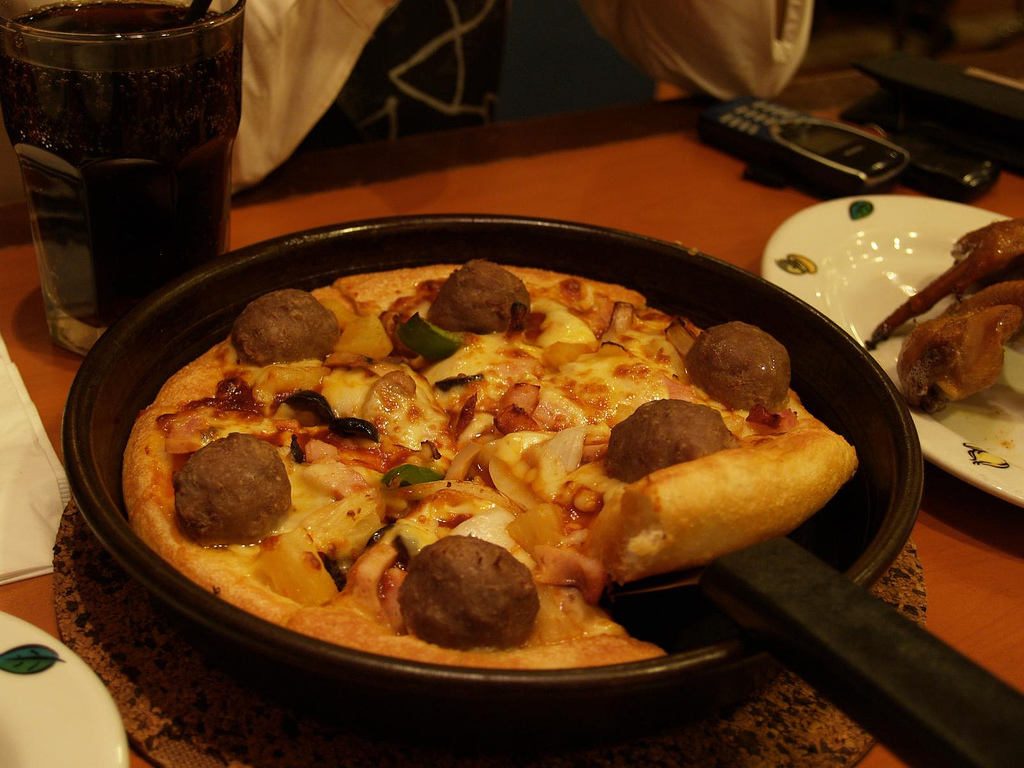
Pizza a la sartén.

El producto estrella es la pizza en sus distintas variedades. La más común ("pan pizza") es al estilo Chicago, con más queso y más gruesa que las de estilo italiano. También hay masa clásica, fina, la rellena de queso en los bordes (rolling pizza) y la que sustituye el borde por bocados de queso (cheesy pops). La oferta depende de cada país y el cliente puede elegir los ingredientes disponibles que desee. Se suelen lanzar productos de edición limitada y los que menos ventas tienen dejan de fabricarse.
Además de pizzas, se ofrecen otras comidas. En el apartado de entrantes se puede elegir pan de ajo, alitas de pollo, fingers de mozzarella, bocadillos y postres. Desde 2008, los restaurantes en Estados Unidos y Panamá venden también pasta italiana. Además existen promociones especiales que combinan pizza con entrantes.
La gran mayoría de franquicias de Pizza Hut venden bebidas de PepsiCo, excepto en Costa Rica y Perú donde se vende Coca Cola (aunque en este último país se vendía Pepsi hasta 2012).
La pizza de corteza rellena se introdujo el 26 de marzo de 1995. Al final del año se había convertido en una de sus líneas más populares. Pizza Hut desarrolló una pizza para su uso como alimento en el espacio, que fue entregado a la Estación Espacial Internacional en 2001. Fue sellado al vacío y mide cerca de 6 pulgadas (15 cm) de diámetro para encajar en el horno de la estación. Se puso en marcha en un Soyuz y comido por Yuri Usachov en órbita.

## Identidad visual

### Logotipo
Pizza Hut comenzó a hacer publicidad a nivel nacional en 1965 con la campaña Putt Putt to the Pizza Hut. Su primer logotipo tuvo como protagonista a su antigua mascota, Pete, con la palabra "Pizza" y "Hut" siendo sostenidos en cada mano.
En 1967 se adopta el logotipo tradicional del techo rojo con el nombre debajo, se basó en la fachada de los restaurantes que hizo Richard D. Burke años atrás.

El diseño se modernizó en 1999 al actual, con una nueva tipografía y una modificación en el techo rojo. Pizza Hut introdujo un nuevo logotipo similar a la anterior, pero se introdujo una fuente diferente. Además, la "i" en "Pizza" tenía un punto verde colocada en ella, y una línea amarilla se coloca debajo de la marca de palabra. Aunque este logotipo renovado fue introducido, con los años ya no se utiliza el diseño del "techo rojo". Algunos restaurantes renovados aún conservan la forma del diseño anterior, pero los más nuevos llevan revestimiento de madera exterior y características interiores modernizados, solo algunos restaurantes renovados llevan el icono del "techo rojo", actualizando sólo el logotipo. A partir de 2010, este logo actualmente está siendo utilizado como un logotipo secundario. 

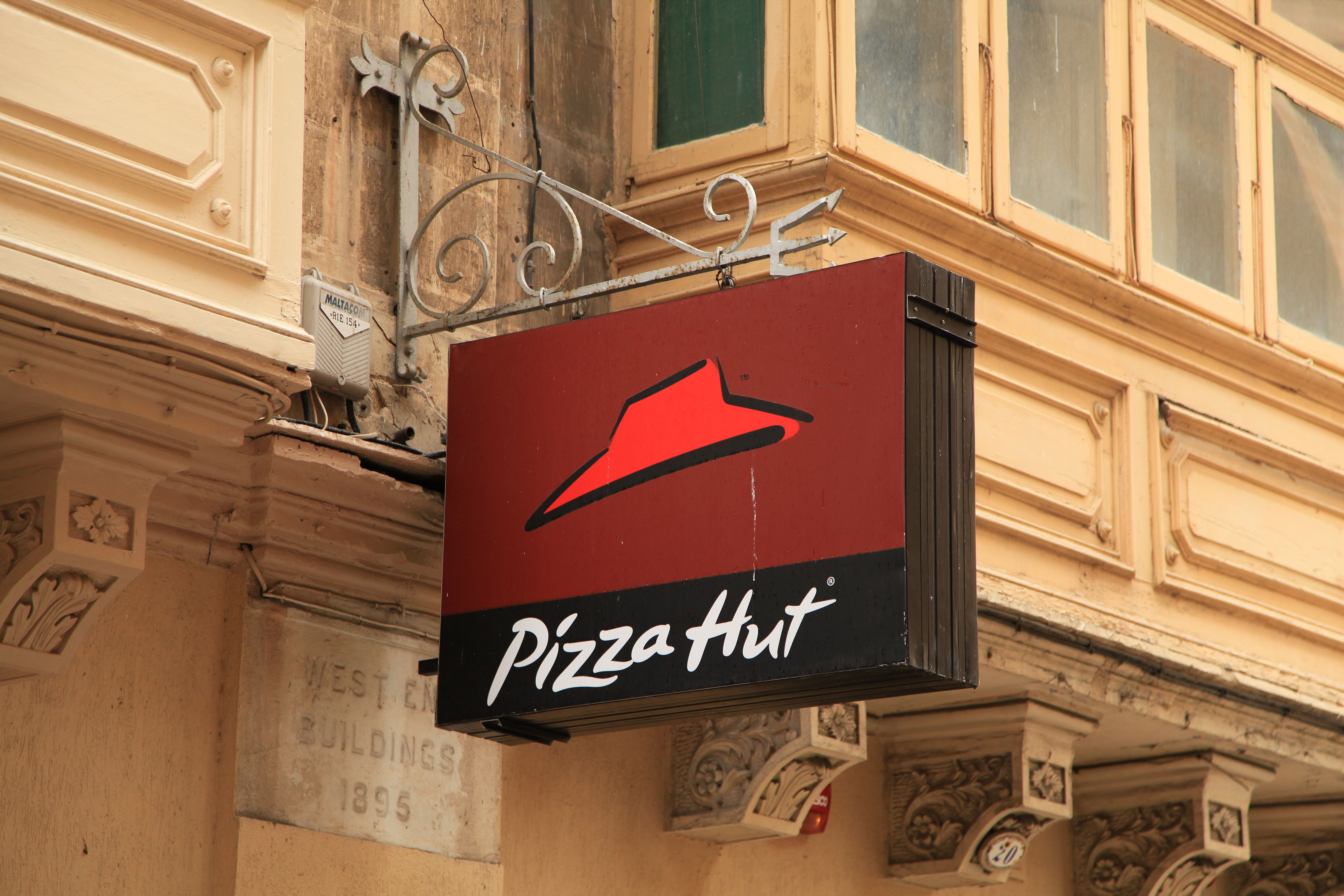
Logotipo de Pizza Hut creado en 2008. La Valeta, Malta.

En 2008 el logotipo es renovado, el "techo rojo" es encerrado en una cuadro de color vinotinto, mientras el nombre de restaurante (ubicado abajo o hacia un lado) está encerrado en un rectángulo vinotinto más oscuro. Este logo se utiliza en algunos países de América del Sur, y también se utiliza en Hong Kong, Israel y el sudeste asiático.
A mediados de 2009 se experimentó un cambio de nombre a «The Hut», en el que se eliminó la referencia a las pizzas para aumentar las ventas en otros productos. Este logotipo fue utilizado solamente en una serie de lugares de prototipo en Illinois. Sin embargo ese nuevo diseño fue un fracaso y rápidamente se descartó tras las críticas recibidas. En febrero de 2010, el techo rojo se le dio un aspecto brillante y el texto fue modificado. Este logotipo se sigue utilizando en algunos lugares.
En febrero de 2014, la franja amarilla en la parte inferior de la marca de palabra y el punto verde en la "i" en "Pizza" fueron retirados del diseño del logotipo y la marca de palabra fue bajada más lejos de la símbolo de techo rojo. Esta versión es similar al logotipo de 1968, y todavía se utiliza en algunos países.
En noviembre de 2014, Pizza Hut anunció un cambio importante en su menú y el aspecto de sus restaurantes. También anunciaron un nuevo logotipo y un nuevo diseño de la caja, los cuales se puso en marcha el 19 de noviembre de ese año. El logotipo consiste en el logotipo de febrero de 2014 en blanco, colocado en un diseño del círculo rojo similar a una pincelada. Sin embargo, en las cajas de este logotipo sólo tiene el techo blanco en el interior del círculo rojo. Este último logotipo se empezó a usar en algunos países de Asia en 2016 y en Sudamérica en 2017. 
Desde junio de 2019 se vuelve a usar el logo de 1967 en publicidad y mercadotecnia, mientras el logo de 2014 se seguirá usando solo en restaurantes.

### Marketing
Pizza Hut ha aparecido en películas como Back to the Future Part II (1989) o Demolition Man (1993, solo en la versión europea) y fue una de las primeras en hacer publicidad por emplazamiento en un videojuego para consola: Teenage Mutant Ninja Turtles II: The Arcade Game, que en su versión de NES alteraba los gráficos con referencias a la marca e incluía un cupón por una pizza gratis. En cuanto al deporte, patrocinó al Fulham Football Club de la Premier League inglesa en la temporada 2001-02.
En 1997, el expresidente de la Unión Soviética, Mijaíl Gorbachov, apareció junto a su nieta Anastasia en un anuncio internacional de la pizzería. El dinero que le pagaron sirvió para mantener la fundación que lleva su nombre. Su aparición no estuvo exenta de polémica, pues algunas personas consideraron que degradaba la imagen del estadista y la de Rusia. Otros famosos que han aparecido en anuncios han sido Donald Trump, Ringo Starr, Rush Limbaugh, Jessica Simpson y Los Muppets.
También en 1999, el juego Crazy Taxi para Sega Dreamcast tuvo como protagonista a Pizza Hut como una de las ubicaciones que los jugadores fueron capaces de conducir para llevar a los clientes. Sin embargo, en el relanzamiento del juego de 2010 para Xbox Live y PlayStation Network, la totalidad de la colocación de productos, incluyendo los lugares de Pizza Hut fueron retirados.
A diferencia de otras franquicias de comida rápida, Pizza Hut no tiene una mascota corporativa, aunque si recurrió a ella en distintas promociones de la década de 1990. Entre 1993 y 1997 se hizo para Estados Unidos una serie de anuncios, Pizza Head Show, dirigida al público infantil y protagonizada por una porción de pizza. Y en Australia se recurrió al repartidor Dougie, al que interpretaba el actor Diarmid Heidenreich.

## Operaciones internacionales

Presencia internacional de Pizza Hut (países en rojo)

Pizza Hut cuenta con más de 15 000 restaurantes (casi todos en régimen de franquicia), lo que la convierte en la cadena de pizzerías más grande del mundo.
La sede central se encuentra en Plano, Texas (Estados Unidos). El primer local se abrió en Wichita, Kansas el 15 de junio de 1958 y a día de hoy sigue en pie, aunque ya no está en su emplazamiento original; en 1984 fue trasladado hasta la Universidad Estatal de Wichita, donde estudiaron los hermanos fundadores.
Solo en los Estados Unidos cuenta con más de 7.757 puntos de venta, que van desde simples restaurantes hasta puestos de comida para llevar. En el extranjero tiene 6.350 establecimientos, repartidos por 100 países y territorios.
En 1968 se abrió el primero en Canadá. Un año después llegó a México en 1969. En 1973 hubo un punto de inflexión para la política de expansión, con la inauguración de locales en Japón y Reino Unido.
En la India y China no está presente en la división de Pizza Hut, pero si en la división de Yum! India y Yum! China respectivamente.
Está presente en los siguientes países de habla hispana: México con 215,  Perú con 129 locales, Costa Rica con 56, Guatemala con 37, El Salvador con 54, Puerto Rico con 53, Honduras con 47, Ecuador y República Dominicana con 21, Paraguay con 17, España con 16, Nicaragua con 12, Colombia con 11, Venezuela con 8 y Bolivia con 7.
Pizza Hut abrió en Argentina en 1983 pero se retiró tiempo después, regresó en 1990 pero volvió a retirarse en 1998 debido al poco éxito en ventas.
En Uruguay durante la década de 1990 se abrió un local en Montevideo, pero al igual que en Argentina tuvo poco éxito y tuvieron que irse.
En 2022 Pizza Hut abrió sus puertas en Bolivia. La franquicia americana marca un hito histórico en la gastronomía boliviana al inaugurar sus operaciones en el país y anunciar la apertura de siete restaurantes. 
En 2022, la cadena Pizza Hut cesó sus operaciones en Panamá tras volver a reportar pérdidas económicas.
En 2025, la cadena Pizza Hut anuncia su cese de operaciones en Chile debido a la situación económica en las ventas. Sin embargo, aún mantiene algunos locales abiertos bajo la administración de Taco bell en el país. 

### Restaurantes

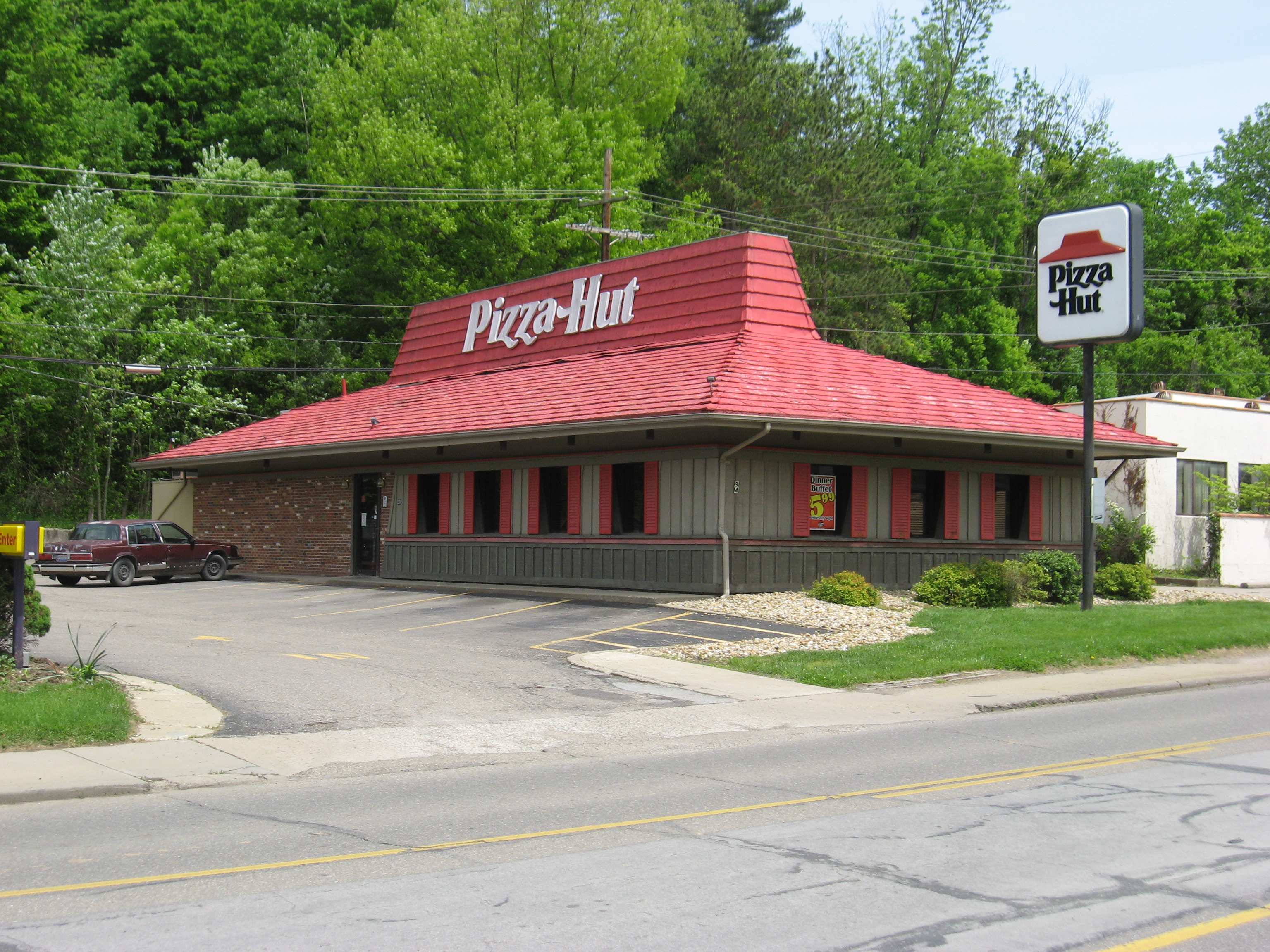
Restaurante con el techo distintivo y blanca de la muestra más antigua usada antes de 1999, típico de los restaurantes Pizza Hut.
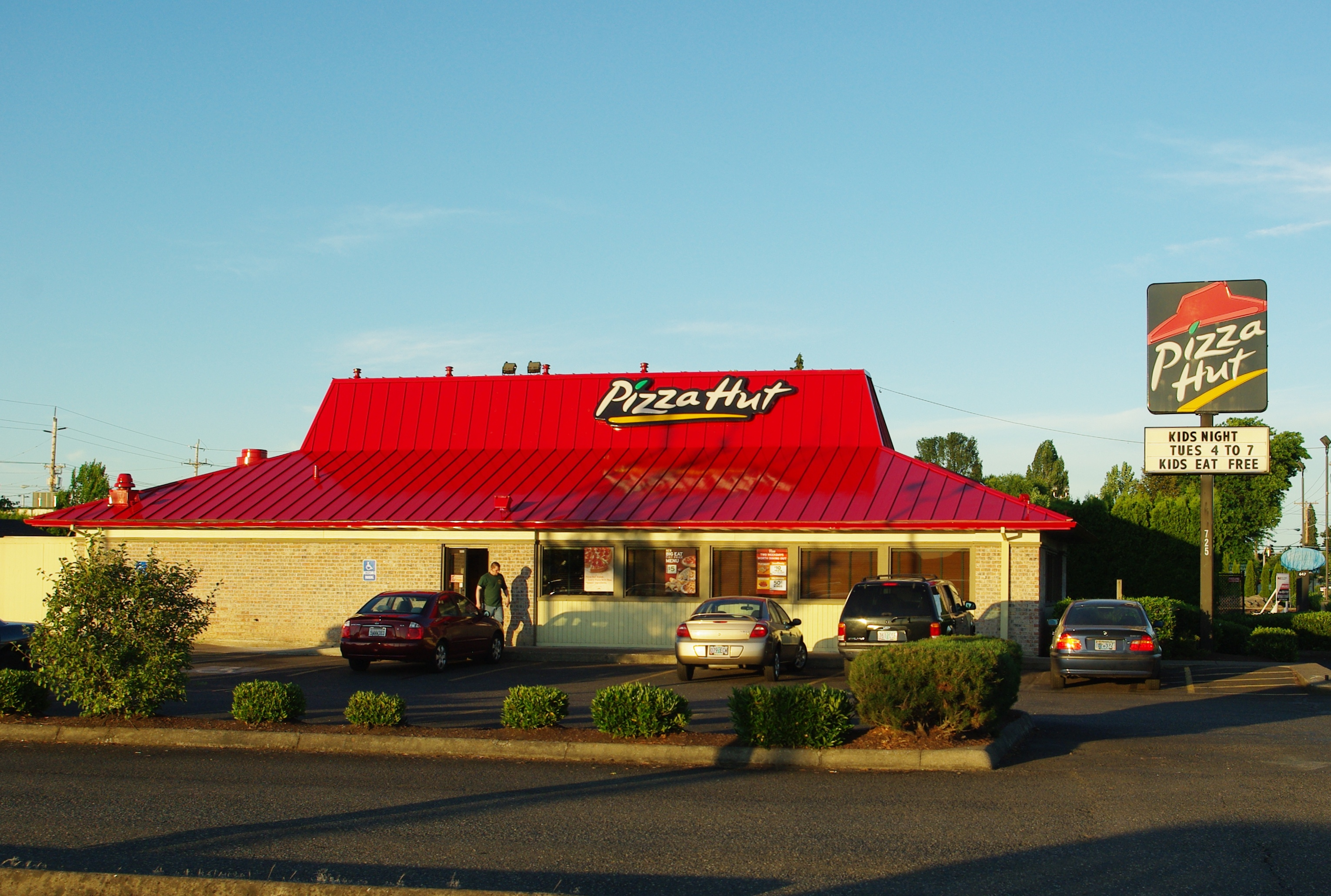
Pizza Hut con el techo distintivo y con el logotipo usado desde el 2000 hasta 2012.
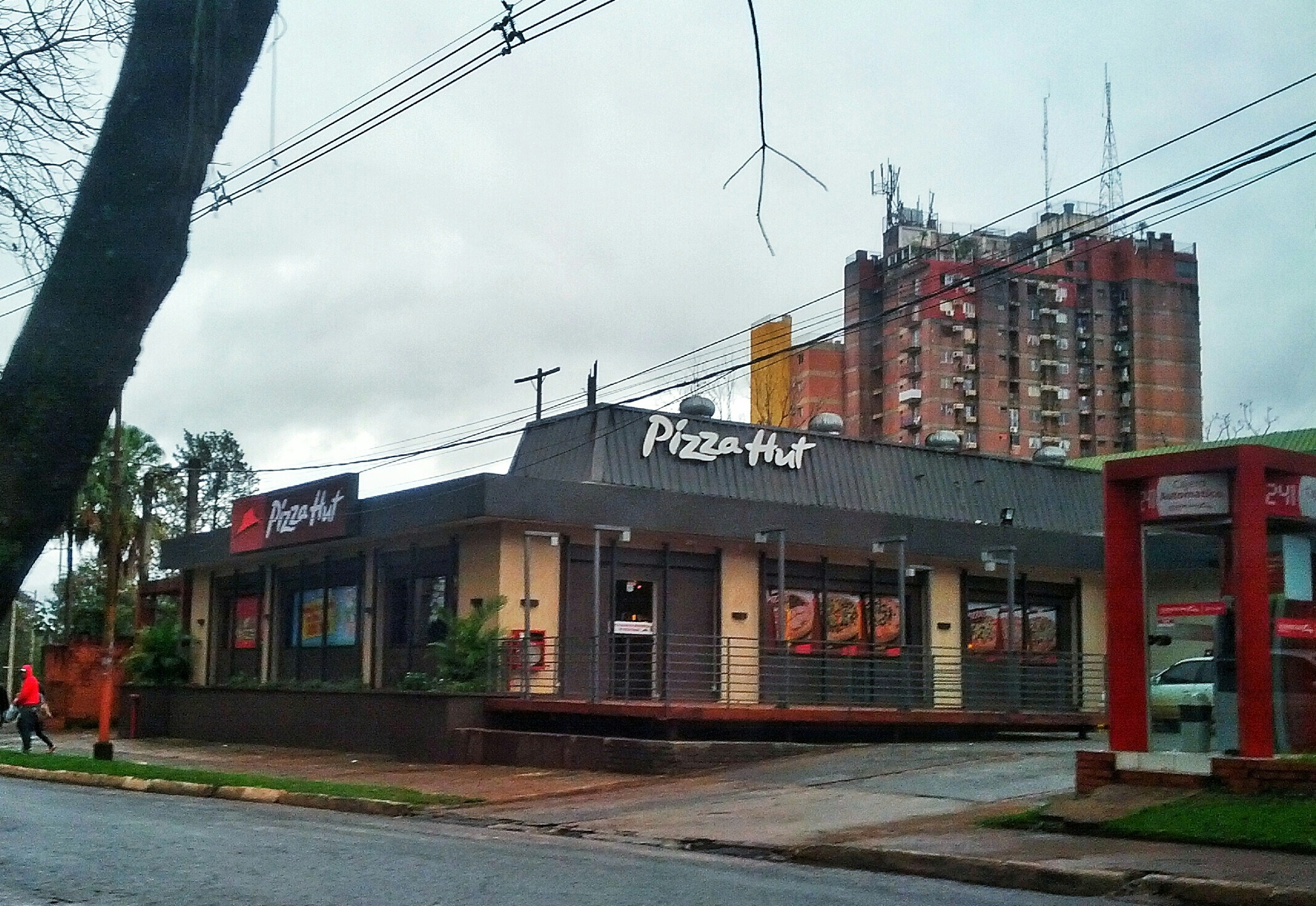
Pizza Hut de Ciudad del Este, Paraguay, con techo negro y el logotipo usado desde 2008.
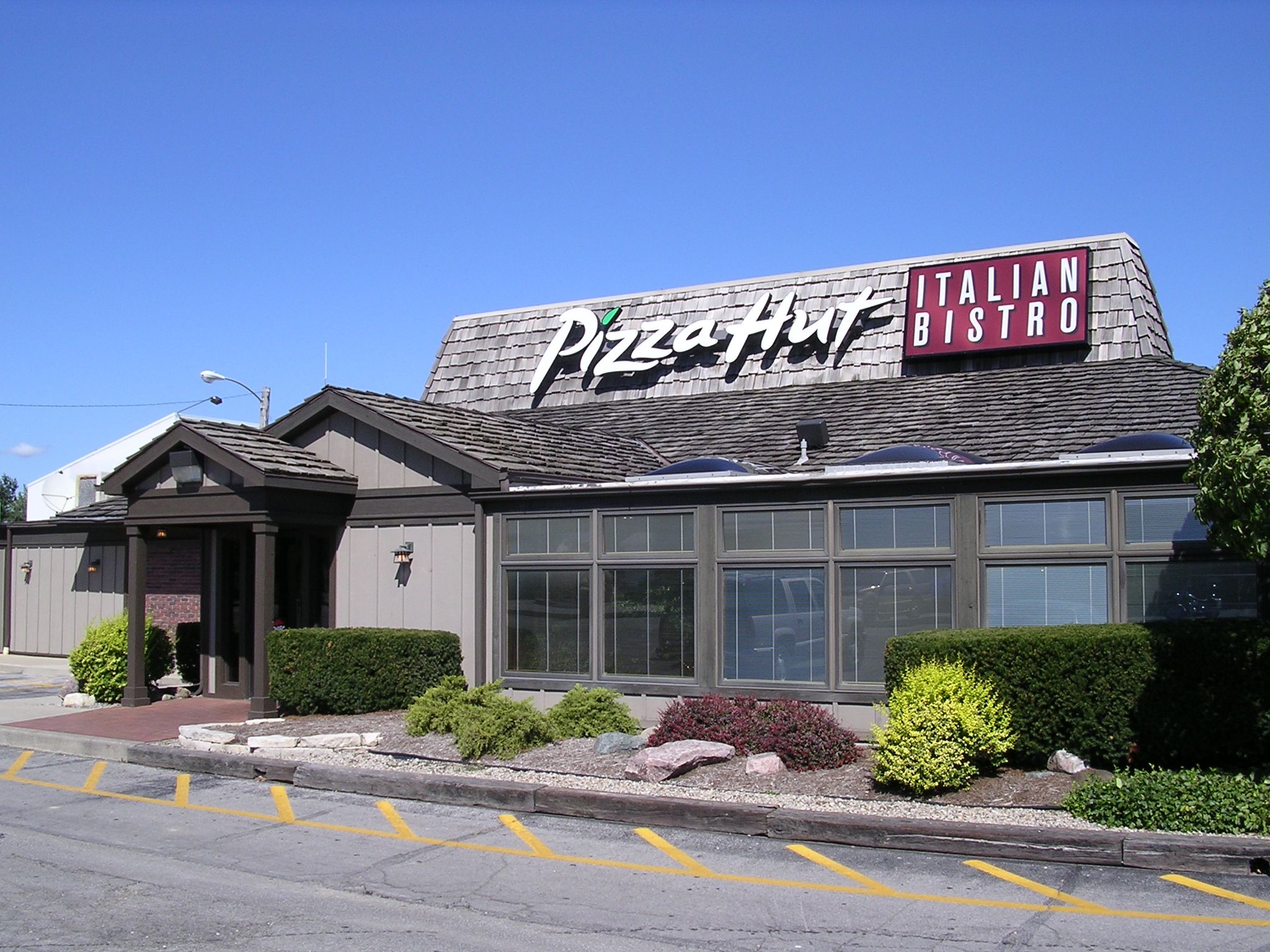
Pizza Hut Bistro en Indianápolis, Indiana.
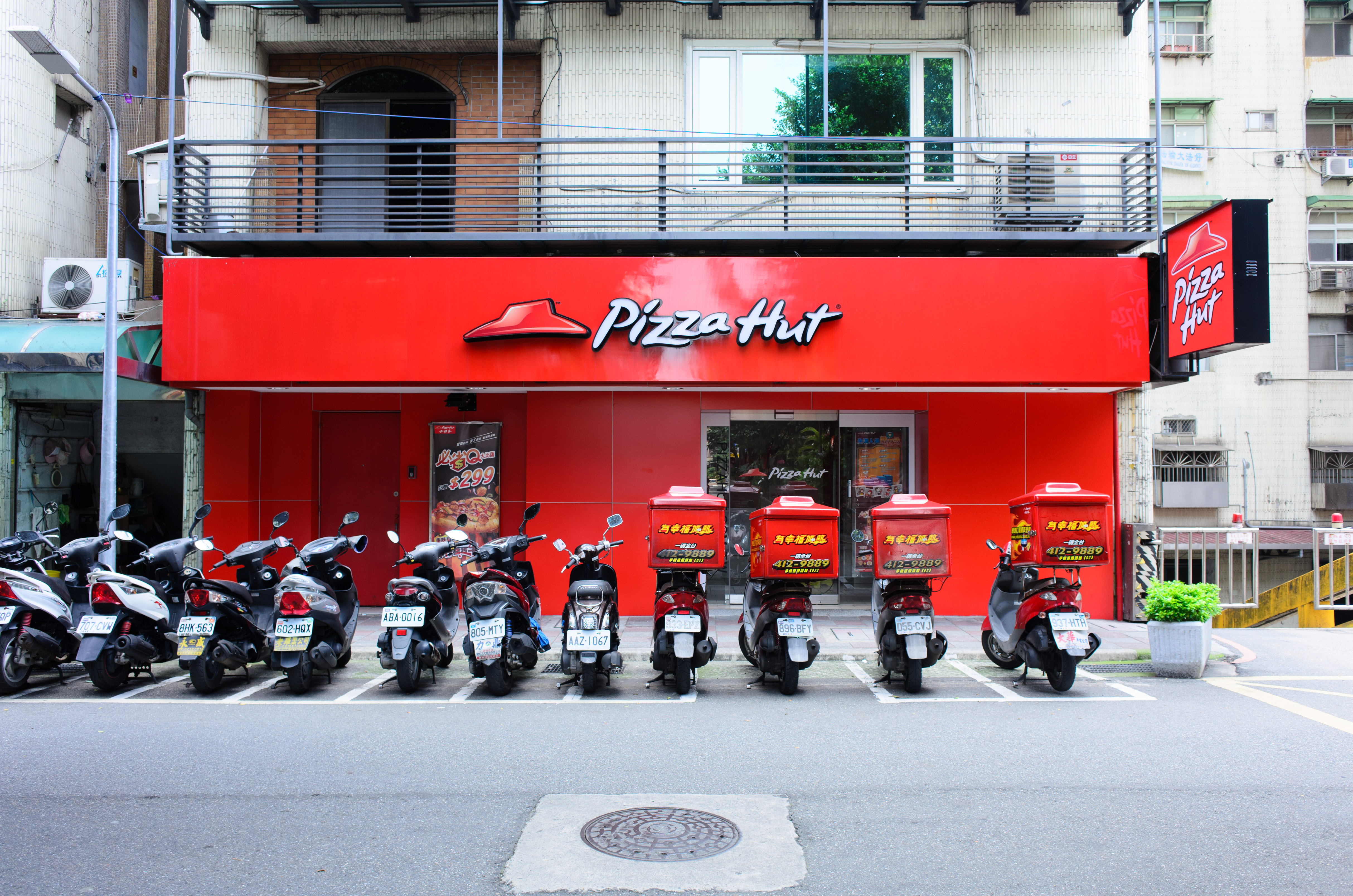
Pizza Hut Delivery en Taipéi.
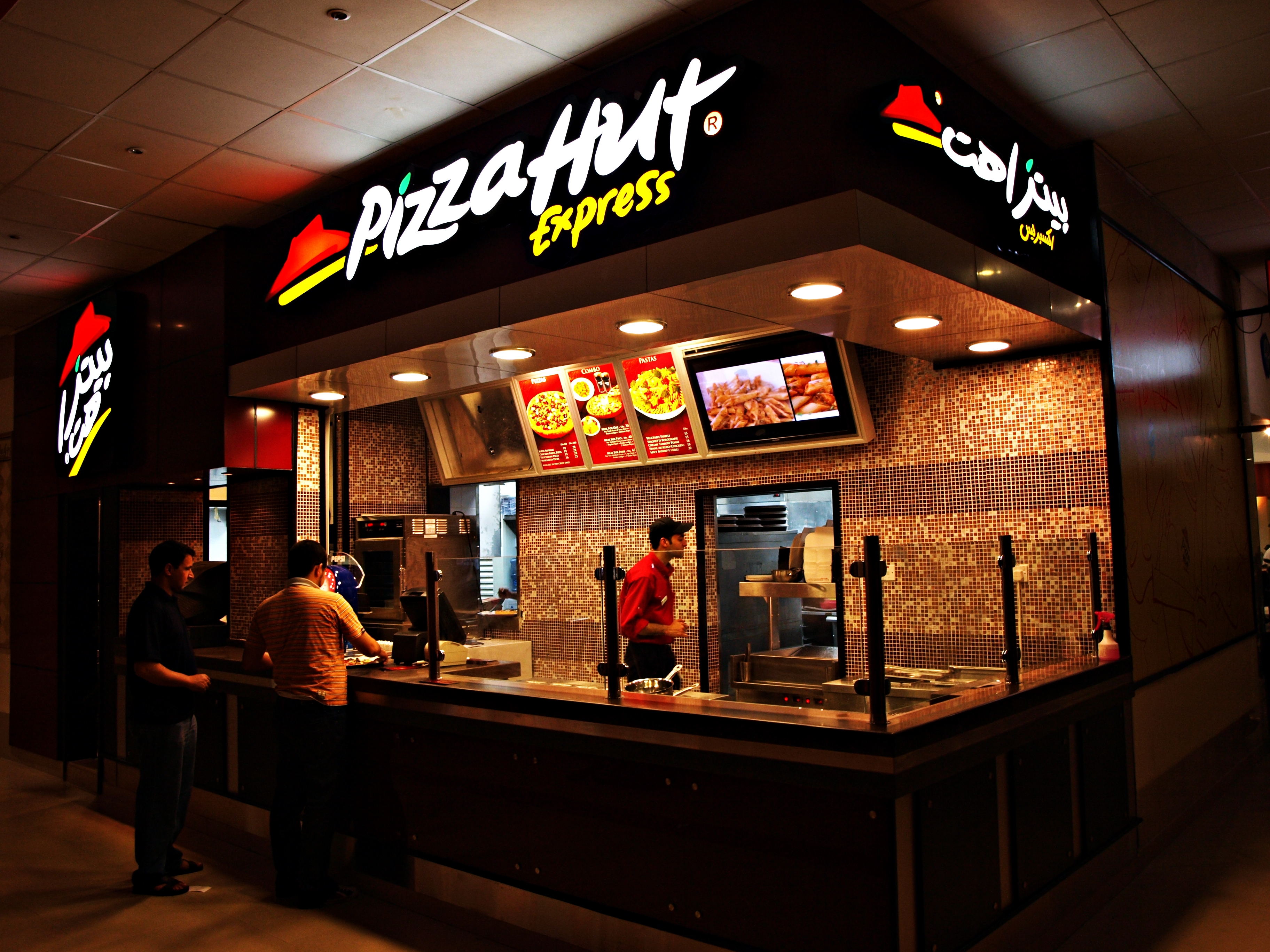
Pizza Hut Express.
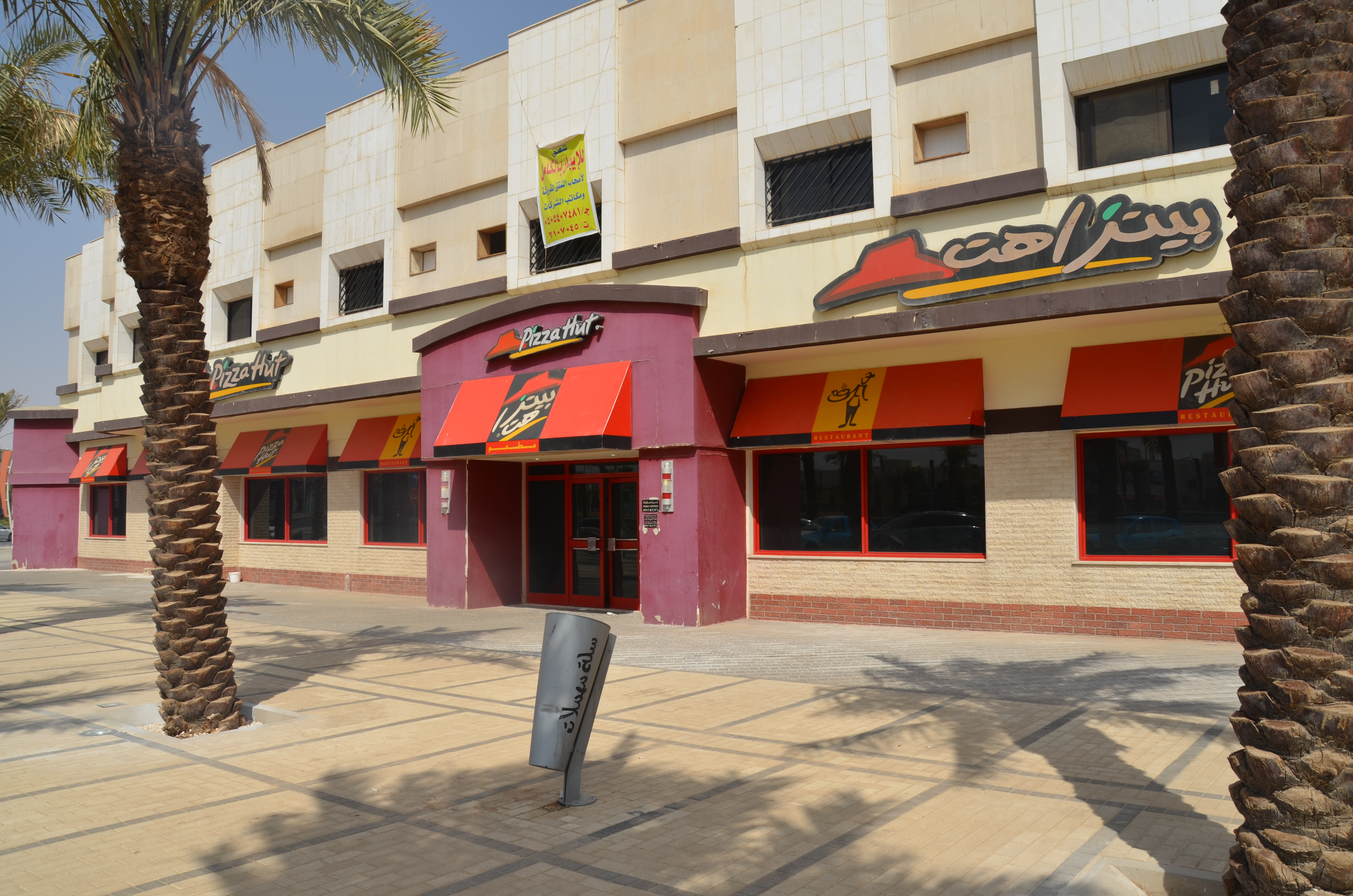
Pizza Hut en Riad, Arabia Saudi.
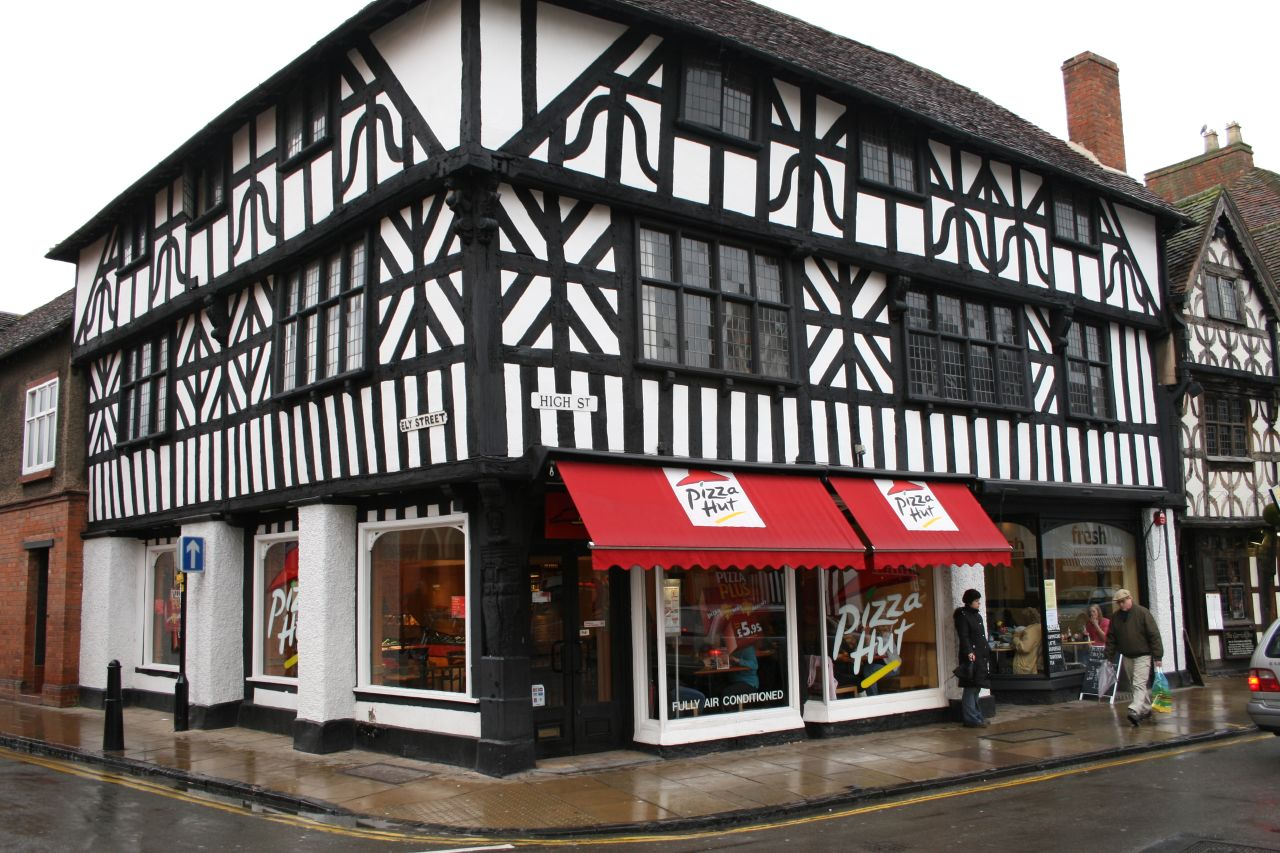
Pizza Hut en Warwickshire, Reino Unido.
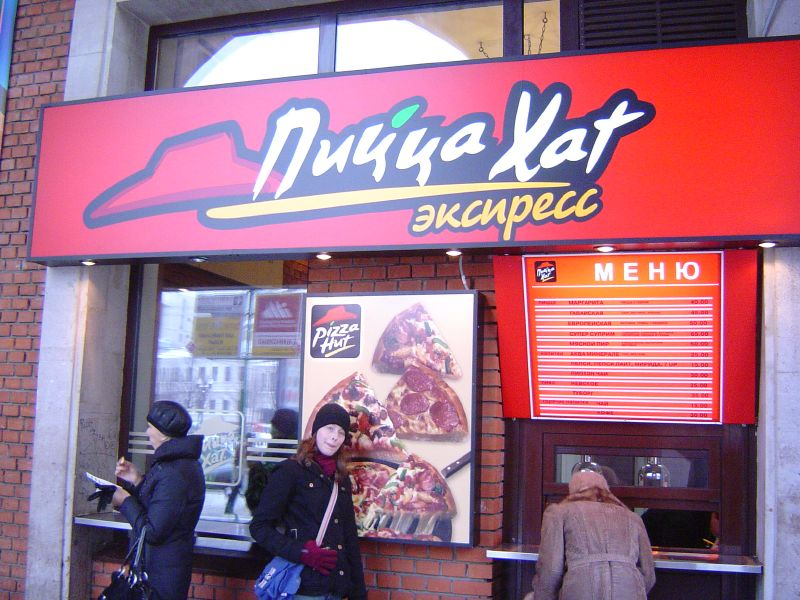
Pizza Hut en Moscú, Rusia.
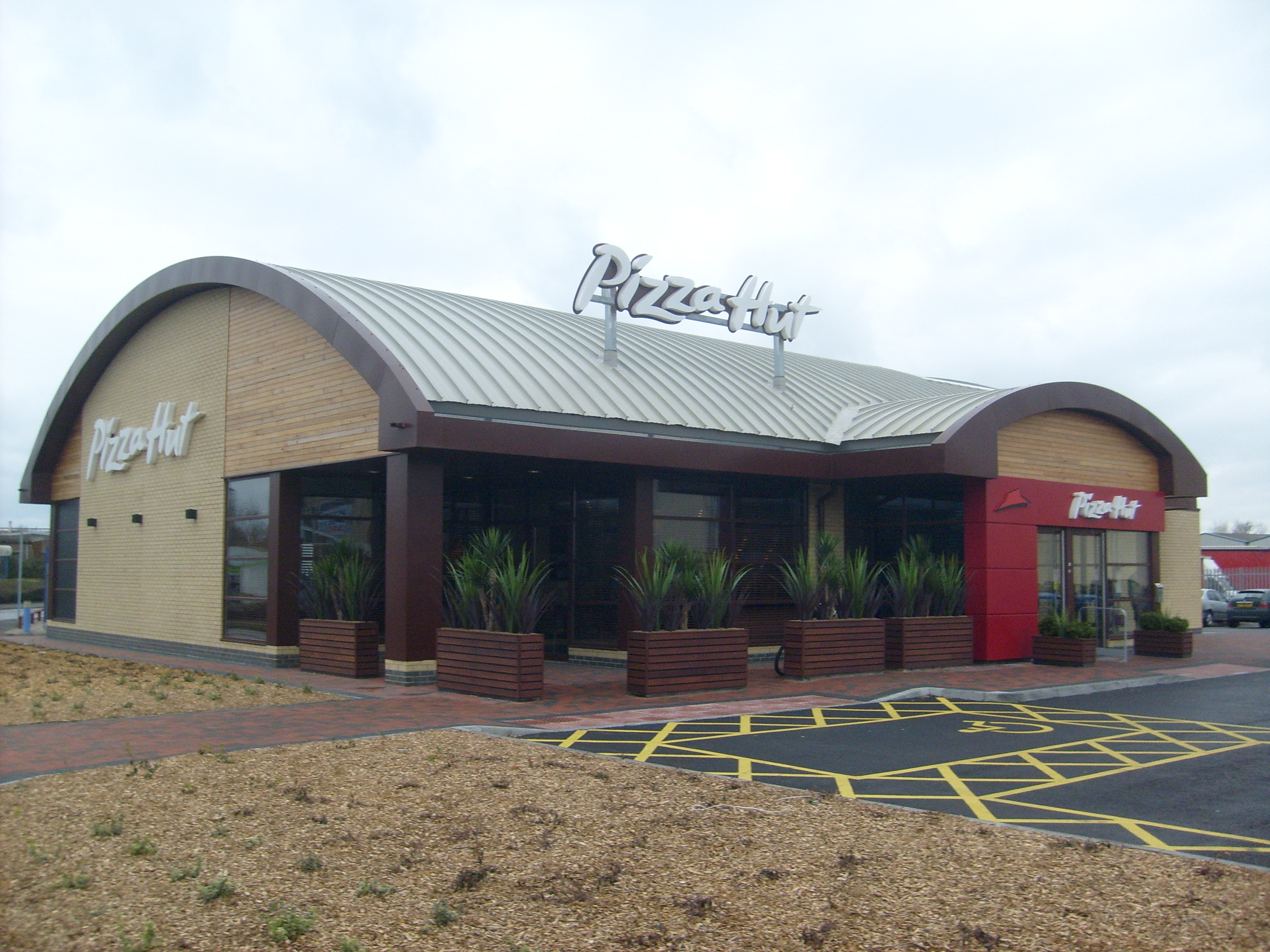
Estructura moderna de Pizza Hut en Portsmouth, Reino Unido.

## Crítica
En el Reino Unido, Pizza Hut fue criticada en octubre de 2007 por el alto contenido de sal en sus comidas, algunas de las cuales se encontró que contienen más del doble de la cantidad diaria recomendada de sal para un adulto, ya que las carnes de los ingredientes de pizza (jamón, salchicha, tocino, etc.) son salados y grasos. Para cumplir el objetivo de 2010 Agencia de Seguridad Alimentaria de los niveles de sal en los alimentos, entre 2008 y 2010 la compañía ha eliminado más del 15% de la sal a través de su menú.